# Interleukin-1-Rezeptor Typ 1
Der Interleukin-1-Rezeptor Typ 1 (oder kurz: IL1R1) ist ein Zellmembran-ständiges Rezeptor-Protein. Es wird durch Interleukin-1α und Interleukin-1β aktiviert und trägt im Gegensatz zum Interleukin-1-Rezeptor Typ 2 deren Signale weiter. Der Interleukin-1-Rezeptor Typ 1 wirkt auf die Apoptose, den MAP-Kinase-Weg, und hat (als CD 121) eine Bedeutung für die Regulierung bestimmter Aspekte der Hämatopoese. Er wird auf dem Chromosomenabschnitt 2q12 kodiert und hat 569 Aminosäuren. Er ist auf allen Zellen vorhanden, seine Expression ist nur wenig reguliert. Die Aktivität des IL1R1 wird vielmehr durch das Gleichgewicht mit einem ebenfalls vom Organismus gebildeten Interleukin-1-Rezeptorantagonisten (IL1Ra) reguliert. Dieser kann rekombinant hergestellt werden und wird als Anakinra (Kineret®) vermarktet. 